# Notre-Dame-d'Oé
 Notre-Dame-d'Oé  es una población y comuna francesa, en la región de  Centro, departamento de Indre y Loira, en el distrito de Tours y cantón de Vouvray.

## Demografía
| 430 | 452 | 404 | 404 | 382 | 417 | 398 | 516 | 546 | 542 | 568 | 1149 | 2155 | 2557 | 3359 |
| Para los censos de 1962 a 1999 la población legal corresponde a la población sin duplicidades (Fuente: INSEE [Consultar]) |     |     |     |     |     |     |     |     |     |     |      |      |      |      |

## Hermanamientos
- Anna, España
- Fizeş, Rumanía
- Saint-Gabriel-de-Brandon, Canadá